# Wereldbeker rodelen 2013/2014
De wereldbeker rodelen (op kunstijsbanen) in het seizoen 2013/2014 (officieel: Viessmann Luge World Cup 2013/2014) ving aan op 16 november en eindigde op 26 januari. De competitie wordt georganiseerd door de FIL.
De competitie omvatte dit seizoen negen wedstrijden met de drie traditionele onderdelen bij het rodelen. Bij de mannen individueel en dubbel en bij de vrouwen individueel. Bij zes wedstrijden werd er een landenwedstrijd georganiseerd waarover eveneens een WB-klassement werd opgemaakt.
Bij de mannen individueel zegevierde de Duitser Felix Loch voor het derde opeenvolgende seizoen, hij stond voor het vijfde opeenvolgende seizoen op het erepodium, in 2011 werd hij tweede en in 2010 derde. De tweede plaats werd ingenomen door de (gedeeld) recordhouder met tien eindzeges, de Italiaan Armin Zöggeler, die sinds zijn eerste podiumplaats in 1995 voor de vijftiende keer op dit podium stond. Zijn landgenoot Dominik Fischnaller eindigde op de derde plaats, voor hem was het zijn eerste podiumplaats.
Bij de mannen dubbel prolongeerde het Duitse duo Tobias Wendl en Tobias Arlt de eindzege, met hun zege in 2011 was het hun derde overwinning. In het tussenliggende jaar (2012) werden ze tweede. Hun landgenoten Toni Eggert en Sascha Benecken op plaats twee stonden voor het derde opeenvolgende seizoen op het podium, in 2013 werden ze ook tweede en in 2012 derde. Op plaats drie namen de Italianen Christian Oberstolz en Patrick Gruber voor de negende keer plaats op het erepodium (2-3-4).
De Duitse Natalie Geisenberger prolongeerde de eindzege bij de vrouwen individueel, zij stond voor het zevende opeenvolgende seizoen op het erepodium, in 2008 werd ze derde en van 2009-2012 telkens tweede. De tweede plaats werd ingenomen door Alex Gough die voor haar vaderland Canada de eerste podiumplaats veroverde in een van de drie traditionele onderdelen, hier voor won Canada alleen drie medailles (0-2-1) in het landenklassement. Op de derde plaats eindigde de Duitse Tatjana Hüfner die daarmee voor de negende opeenvolgende keer op het podium stond (5-1-3).
In het landenklassement legde Duitsland voor de tiende keer op elf edities beslag op de eindzege, alleen in 2006 werden ze (gedeeld) tweede. De plaatsen twee en drie werden respectievelijk door Canada en de Verenigde Staten (voor de zevende keer in de top-3; 0-2-5) ingenomen.

## Wereldbekerpunten
In elke wereldbekerwedstrijd zijn afhankelijk van de behaalde plaats een vast aantal punten te verdienen. De rodelaar met de meeste punten aan het eind van het seizoen wint de wereldbeker. De top 24 bij de solisten en de top 20 bij de dubbel na de eerste run gaan verder naar de tweede run, de overige deelnemers krijgen hun punten toegekend op basis van hun klassering na de eerste run. De onderstaande tabel geeft de punten per plaats weer.
| Plaats | 1   | 2  | 3  | 4  | 5  | 6  | 7  | 8  | 9  | 10 | 11 | 12 | 13 | 14 | 15 | 16 | 17 | 18 | 19 | 20 | 21 | 22 | 23 | 24 | 25 | 26 | 27 | 28 | 29 | 30 | 31 | 32 | 33 | 34 | 35 | 36 | 37 | 38 | 39 | 40+ |
| Punten | 100 | 85 | 70 | 60 | 55 | 50 | 46 | 42 | 39 | 36 | 34 | 32 | 30 | 28 | 26 | 25 | 24 | 23 | 22 | 21 | 20 | 19 | 18 | 17 | 16 | 15 | 14 | 13 | 12 | 11 | 10 | 9  | 8  | 7  | 6  | 5  | 4  | 3  | 2  | 1   |

## Mannen individueel

#### Uitslagen
| Datum                                                                                     | Plaats      | Eerste              | Tweede            | Derde                 |
| ----------------------------------------------------------------------------------------- | ----------- | ------------------- | ----------------- | --------------------- |
| 16/11/2013                                                                                | Lillehammer | Dominik Fischnaller | David Möller      | Felix Loch            |
| 23/11/2013                                                                                | Igls        | Felix Loch          | David Möller      | Dominik Fischnaller   |
| 30/11/2013                                                                                | Winterberg  | Chris Eißler        | Armin Zöggeler    | David Möller          |
| 06/12/2013                                                                                | Whistler    | Felix Loch          | Chris Mazdzer     | Dominik Fischnaller   |
| 13/12/2013                                                                                | Park City   | Armin Zöggeler      | Chris Mazdzer     | Wolfgang Kindl        |
| 04/01/2014                                                                                | Königssee   | Felix Loch          | Armin Zöggeler    | Gregory Carigiet      |
| 11/01/2014                                                                                | Oberhof     | Felix Loch          | Andi Langenhan    | Julian von Schleinitz |
| 18/01/2014                                                                                | Altenberg   | Felix Loch          | Albert Demtsjenko | Andi Langenhan        |
| 25/01/2014                                                                                | Sigulda *   | Armin Zöggeler      | Johannes Ludwig   | Dominik Fischnaller   |
| 8 t/m 13 februari 2014: Olympische Spelen 2014 in Sotsji (telt niet mee voor wereldbeker) |             |                     |                   |                       |

* WB#9 25/01: Tegelijkertijd het Europees kampioenschap. De top-3 van de wereldbekerwedstrijd vormden eveneens de top-3 van het EK.

### Eindstand
Top 10
| #  | Naam                | Land | Punten |
| -- | ------------------- | ---- | ------ |
| 1  | Felix Loch          | GER  | 785    |
| 2  | Armin Zöggeler      | ITA  | 595    |
| 3  | Dominik Fischnaller | ITA  | 534    |
| 4  | David Möller        | GER  | 515    |
| 5  | Chris Mazdzer       | USA  | 412    |
| 6  | Andi Langenhan      | GER  | 381    |
| 7  | Samuel Echer        | CAN  | 375    |
| 8  | Wolfgang Kindl      | AUT  | 339    |
| 9  | Gregory Carigiet    | GER  | 323    |
| 10 | Reinhard Egger      | AUT  | 315    |

## Mannen dubbel

#### Uitslagen
| Datum                                                                                     | Plaats      | Eerste                                    | Tweede                                          | Derde                                                                      |
| ----------------------------------------------------------------------------------------- | ----------- | ----------------------------------------- | ----------------------------------------------- | -------------------------------------------------------------------------- |
| 16/11/2013                                                                                | Lillehammer | Duitsland Tobias Wendl Tobias Arlt        | Duitsland Toni Eggert Sascha Benecken           | Oostenrijk Andreas Linger Wolfgang Linger                                  |
| 23/11/2013                                                                                | Igls        | Duitsland Toni Eggert Sascha Benecken     | Duitsland Tobias Wendl Tobias Arlt              | Oostenrijk Peter Penz Georg Fischler                                       |
| 30/11/2013                                                                                | Winterberg  | Duitsland Tobias Wendl Tobias Arlt        | Italië Christian Oberstolz Patrick Gruber       | Duitsland Toni Eggert Sascha Benecken Oostenrijk Peter Penz Georg Fischler |
| 06/12/2013                                                                                | Whistler    | Duitsland Tobias Wendl Tobias Arlt        | Duitsland Toni Eggert Sascha Benecken           | Oostenrijk Peter Penz Georg Fischler                                       |
| 13/12/2013                                                                                | Park City   | Duitsland Tobias Wendl Tobias Arlt        | Oostenrijk Andreas Linger Wolfgang Linger       | Duitsland Toni Eggert Sascha Benecken                                      |
| 04/01/2014                                                                                | Königssee   | Duitsland Tobias Wendl Tobias Arlt        | Duitsland Toni Eggert Sascha Benecken           | Canada Tristan Walker Justin Snith                                         |
| 11/01/2014                                                                                | Oberhof     | Duitsland Toni Eggert Sascha Benecken     | Duitsland Tobias Wendl Tobias Arlt              | Rusland Vladislav Joezjakov Vladimir Machnoetin                            |
| 18/01/2014                                                                                | Altenberg   | Duitsland Tobias Wendl Tobias Arlt        | Duitsland Toni Eggert Sascha Benecken           | Oostenrijk Peter Penz Georg Fischler                                       |
| 25/01/2014                                                                                | Sigulda *   | Italië Christian Oberstolz Patrick Gruber | Rusland Vladislav Joezjakov Vladimir Machnoetin | Oostenrijk Andreas Linger Wolfgang Linger                                  |
| 8 t/m 13 februari 2014: Olympische Spelen 2014 in Sotsji (telt niet mee voor wereldbeker) |             |                                           |                                                 |                                                                            |

* WB#9 25/01: Tegelijkertijd het Europees kampioenschap. De top-3 van de wereldbekerwedstrijd vormden eveneens de top-3 van het EK.

### Eindstand
Top 10
| #  | Naam                                      | Land | Punten |
| -- | ----------------------------------------- | ---- | ------ |
| 1  | Tobias Wendl / Tobias Arlt                | GER  | 776    |
| 2  | Toni Eggert / Sascha Benecken             | GER  | 630    |
| 3  | Christian Oberstolz / Patrick Gruber      | ITA  | 548    |
| 4  | Peter Penz / Georg Fischler               | AUT  | 544    |
| 5  | Ludwig Rieder / Patrick Rastner           | ITA  | 452    |
| 6  | Andreas Linger / Wolfgang Linger          | AUT  | 438    |
| 7  | Tristan Walker / Justin Snith             | CAN  | 407    |
| 8  | Vladislav Joezjakov / Vladimir Machnoetin | RUS  | 391    |
| 9  | Andris Šics / Juris Šics                  | LAT  | 381    |
| 10 | Matthew Mortensen / Preston Griffall      | USA  | 267    |

## Vrouwen individueel

#### Uitslagen
| Datum                                                                                     | Plaats      | Eerste               | Tweede               | Derde            |
| ----------------------------------------------------------------------------------------- | ----------- | -------------------- | -------------------- | ---------------- |
| 16/11/2013                                                                                | Lillehammer | Natalie Geisenberger | Tatjana Ivanova      | Alex Gough       |
| 23/11/2013                                                                                | Igls        | Natalie Geisenberger | Tatjana Hüfner       | Anke Wischnewski |
| 30/11/2013                                                                                | Winterberg  | Natalie Geisenberger | Tatjana Hüfner       | Anke Wischnewski |
| 06/12/2013                                                                                | Whistler    | Natalie Geisenberger | Alex Gough           | Anke Wischnewski |
| 13/12/2013                                                                                | Park City   | Natalie Geisenberger | Anke Wischnewski     | Alex Gough       |
| 04/01/2014                                                                                | Königssee   | Natalie Geisenberger | Tatjana Hüfner       | Alex Gough       |
| 11/01/2014                                                                                | Oberhof     | Tatjana Hüfner       | Natalie Geisenberger | Dajana Eitberger |
| 18/01/2014                                                                                | Altenberg   | Natalie Geisenberger | Alex Gough           | Kimberley McRae  |
| 25/01/2014                                                                                | Sigulda *   | Kate Hansen          | Alex Gough           | Natalia Choreva  |
| 8 t/m 13 februari 2014: Olympische Spelen 2014 in Sotsji (telt niet mee voor wereldbeker) |             |                      |                      |                  |

* WB#9 25/01: Tegelijkertijd het Europees kampioenschap. De Russinnen Natalia Choreva, Tatjana Ivanova en de Duitse Dajana Eitberger vormden achtereenvolgens de top-3 van het EK.

### Eindstand
Top 10
| #  | Naam                 | Land | Punten |
| -- | -------------------- | ---- | ------ |
| 1  | Natalie Geisenberger | GER  | 785    |
| 2  | Alex Gough           | CAN  | 626    |
| 3  | Tatjana Hüfner       | GER  | 551    |
| 4  | Anke Wischnewski     | GER  | 493    |
| 5  | Dajana Eitberger     | GER  | 432    |
| 6  | Erin Hamlin          | USA  | 415    |
| 7  | Kate Hansen          | USA  | 384    |
| 8  | Tatjana Ivanova      | RUS  | 355    |
| 9  | Kimberley McRae      | CAN  | 349    |
| 10 | Sandra Gasparini     | ITA  | 312    |

## Landenwedstrijd
De landenwedstrijden vonden plaats in de vorm van een soort van estafette, waarbij de volgende rodelslee van het team pas van start mocht gaan als de voorgaande rodelslee was gefinisht. De startvolgorde kon per wedstrijd verschillen.

#### Uitslagen
| Datum                                                                                     | Plaats     | Eerste                                                                            | Tweede                                                                        | Derde                                                                          |
| ----------------------------------------------------------------------------------------- | ---------- | --------------------------------------------------------------------------------- | ----------------------------------------------------------------------------- | ------------------------------------------------------------------------------ |
| 24/11/2013                                                                                | Igls       | Duitsland Natalie Geisenberger Felix Loch Toni Eggert Sascha Benecken             | Canada Alex Gough Samuel Edney Tristan Walker Justin Snith                    | Italië Sandra Gasparini Dominik Fischnaller Christian Oberstolz Patrick Gruber |
| 01/12/2013                                                                                | Winterberg | Italië Sandra Gasparini Dominik Fischnaller Christian Oberstolz Patrick Gruber    | Verenigde Staten Kate Hansen Tucker West Christian Niccum Jayson Terdiman     | Oostenrijk Nina Reithmayer Daniel Pfister Peter Penz Georg Fischler            |
| 07/12/2013                                                                                | Whistler   | Duitsland Natalie Geisenberger Felix Loch Tobias Wendl Tobias Arlt                | Canada Alex Gough Samuel Edney Tristan Walker Justin Snith                    | Oostenrijk Nina Reithmayer Reinhard Egger Andreas Linger Wolfgang Linger       |
| 14/12/2013                                                                                | Park City  | Duitsland Natalie Geisenberger Felix Loch Tobias Wendl Tobias Arlt                | Verenigde Staten Kate Hansen Chris Mazdzer Matthew Mortensen Griffall Preston | Oostenrijk Nina Reithmayer Wolfgang Kindl Andreas Linger Wolfgang Linger       |
| 05/01/2014                                                                                | Königssee  | Duitsland Natalie Geisenberger Felix Loch Tobias Wendl Tobias Arlt                | Canada Alex Gough Samuel Edney Tristan Walker Justin Snith                    | Italië Sandra Gasparini Dominik Fischnaller Ludwig Riedner Patrick Rastner     |
| 19/01/2014                                                                                | Altenberg  | Rusland Tatjana Ivanova Albert Demtsjenko Vladislav Joezjakov Vladimir Machnoetin | Canada Alex Gough Samuel Edney Tristan Walker Justin Snith                    | Duitsland Natalie Geisenberger Felix Loch Tobias Wendl Tobias Arlt             |
| 8 t/m 13 februari 2014: Olympische Spelen 2014 in Sotsji (telt niet mee voor wereldbeker) |            |                                                                                   |                                                                               |                                                                                |

### Eindstand
Volledig
| #  | Land             | Punten | AW |               |
| -- | ---------------- | ------ | -- | ------------- |
| 1  | Duitsland        | 509    | 6  |               |
| 2  | Canada           | 400    | 6  | #2 DQ         |
| 3  | Verenigde Staten | 395    | 6  |               |
| 4  | Italië           | 350    | 6  | #6 DQ         |
| 5  | Letland          | 316    | 6  |               |
| 6  | Oostenrijk       | 340    | 6  | #5 DQ         |
| 7  | Rusland          | 256    | 6  | #1 DQ, #2 DNF |
| 8  | Slowakije        | 231    | 6  | #2 DNF        |
| 9  | Tsjechië         | 212    | 6  | #3 DNF        |
| 10 | Polen            | 206    | 5  |               |
| 11 | Roemenië         | 206    | 6  | #6 DNF        |
| 12 | Zuid-Korea       | 178    | 5  |               |
| 13 | Oekraïne         | 66     | 4  | #2 DNF, #3 DQ |
| 14 | Kazachstan       | 32     | 3  | #2 DNF, #4 DQ |

1977/1978 · 
1978/1979 · 
1979/1980 · 
1980/1981 · 
1981/1982 · 
1982/1983 · 
1983/1984 · 
1984/1985 · 
1985/1986 · 
1986/1987 · 
1987/1988 · 
1988/1989 · 
1989/1990 · 
1990/1991 · 
1991/1992 · 
1992/1993 · 
1993/1994 · 
1994/1995 · 
1995/1996 · 
1996/1997 · 
1997/1998 · 
1998/1999 · 
1999/2000 · 
2000/2001 · 
2001/2002 · 
2002/2003 · 
2003/2004 · 
2004/2005 · 
2005/2006 · 
2006/2007 · 
2007/2008 · 
2008/2009 · 
2009/2010 ·
2010/2011 ·
2011/2012 ·
2012/2013 ·
2013/2014 ·
2014/2015 ·
2015/2016 ·
2016/2017 ·
2017/2018 ·
2018/2019 · 
2019/2020 ·
2020/2021 ·
2021/2022 ·
2022/2023 ·
2023/2024 ·
2024/2025
Alpineskiën ·
Biatlon ·
Bobsleeën ·
Freestyleskiën ·
Langlaufen ·
Noordse combinatie ·
Rodelen ·
Schaatsen (junioren) ·
Schansspringen ·
Shorttrack ·
Skeleton ·
Snowboarden